# Miss Rio Grande do Sul 2008
O concurso que elegeu a Miss Rio Grande do Sul 2008 aconteceu no dia 17 de outubro de 2007 no Canoas Parque Hotel em Canoas. A vencedora foi Natália Anderle, de Encantado.

## Resultados
| Colocação                   | Candidata           | Município       |
| --------------------------- | ------------------- | --------------- |
| Miss Rio Grande do Sul 2007 | Natália Anderle     | Encantado       |
| 2º Lugar                    | Francieli Fischer   | Agudo           |
| 3º Lugar                    | Letícia Sabo Müller | Passo Fundo     |
| 4º Lugar                    | Elisa Justo         | Jaguarão        |
| 5º Lugar                    | Cléria Schüller     | Nova Petrópolis |

## Candidatas
Candidatas que disputaram o título de Miss Rio Grande do Sul 2008:
| Município                 | Candidata                     |
| ------------------------- | ----------------------------- |
| Agudo                     | Francieli Denise Fischer      |
| Alegrete                  | Clarissa Oliveira Viero       |
| Alvorada                  | Rose Rouvel Daudt             |
| Arroio do Sal             | Aline da Silveira             |
| Bagé                      | Cássia Marques Santos         |
| Barra do Ribeiro          | Monique Corte                 |
| Bom Princípio             | Vanira Heck                   |
| Cachoeirinha              | Paula de Sá Gomes             |
| Camaquã                   | Jhoritza Alves de Souza       |
| Campo Bom                 | Muriel Maus                   |
| Canela                    | Patrícia Verch da Silveira    |
| Canoas                    | Priscila Machado              |
| Capão da Canoa            | Angélica Konrath              |
| Carazinho                 | Rosane Feiten                 |
| Caxias do Sul             | Gabriela Rhein                |
| Cruz Alta                 | Veridiana Natascha Meglin     |
| Dilermando de Aguiar      | Iveh Rocha                    |
| Dois Irmãos               | Gabriela Freitag Garcia       |
| Dom Pedrito               | Laís Alves da Silva           |
| Encantado                 | Natália Anderle               |
| Erechim                   | Astride Golçalves             |
| Esteio                    | Fabiana Stieler               |
| Glorinha                  | Fernanda Machado Thudium      |
| Gramado                   | Diana Tisott                  |
| Gravataí                  | Shaiana Soares                |
| Guaíba                    | Karina Larsen Da Cunha        |
| Hulha Negra               | Thais Marina Dalcól           |
| Igrejinha                 | Paula Tatiana G. de Vera      |
| Jaguarão                  | Elisa Porciuncula Justo       |
| Lajeado                   | Roberta Gabardo               |
| Livramento                | Gisliane Wiatrowski           |
| Muitos Capões             | Lia Kauffmann Schüler         |
| Nova Petrópolis           | Cleria Schuller               |
| Nova Santa Rita           | Michele Konsen                |
| Novo Hamburgo             | Thassya Ondere                |
| Parobé                    | Aline Graziele Nunes          |
| Passo Fundo               | Letícia Sabo Müller           |
| Pelotas                   | Priscila Danda da Silva       |
| Portão                    | Josiane Fernanda Borges       |
| Porto Alegre              | Karol Romana Petry            |
| Rio Grande                | Rafaella Fracasso             |
| Rio Pardo                 | Tuanny de Carvalho Ribeiro    |
| Rosário do Sul            | Shana Campos de Ávila         |
| Santa Cruz do Sul         | Jaqueline Raffler             |
| Santa Maria               | Vanessa Vasconcellos          |
| Santa Vitória do Palmar   | Paula Figueiredo              |
| Santo Ângelo              | Viviane Holzbach              |
| São Borja                 | Brunna Moreira Ferreira       |
| São Gabriel               | Denise Ficht                  |
| São Leopoldo              | Phamella Bauer Dau            |
| São Martinho              | Catiuse Chaves Orlandi        |
| São Sepé                  | Bruna Saccol Jaroceski        |
| Sapiranga                 | Daiana Welter Carvalho        |
| Sapucaia do Sul           | Cátia Goulart Costela         |
| Sobradinho                | Andressa Bach                 |
| Tapes (Rio Grande do Sul) | Adriana Schrank               |
| Taquara                   | Carin Ester Lanz              |
| Terra de Areia            | Paula Lopes                   |
| Teutônia                  | Karina Corrêa Brum            |
| Torres                    | Pricila Ribeiro De Mello      |
| Tramandaí                 | Luane Barcelos Doebber        |
| Tupanciretã               | Luiza Valladão Ferreira Mello |
| Tupandi                   | Camila Venier Rühmann         |
| Vacaria                   | Ândrea Maciel Martins         |
| Vale do Sol               | Louise Nagel                  |
| Vera Cruz                 | Suzana Carolina Schwengber    |
| Viamão                    | Camila Lobato Bazzo           |
| Xangri-lá                 | Christina Osório              |

### Informações sobre as candidatas
- Natália Anderle venceu o Miss Brasil 2008, disputou o Miss Universo 2008 mas não conseguiu classificação.
- Priscila Machado disputou posteriormente o Miss Rio de Janeiro 2010 representando o município do Rio de Janeiro e disputou o título de Miss Rio Grande do Sul 2010 representando Uruguaiana. Em 2011, ela venceu o Miss Rio Grande do Sul 2011 representando a cidade de Farroupilha e posteriormente o Miss Brasil 2011.